# COVID-19 у Севастополі
Коронаві́русна хворо́ба 2019 у Севасто́полі — розповсюдження пандемії коронавірусу територією міста Севастополя, котре тимчасово окупувала РФ.
Перший випадок появи коронавірусної хвороби в місті було виявлено 27 березня 2020 року.

## Хронологія
27 березня 2020 року підтверджено 5 випадків захворювання. Хворі повернулися з-за кордону після відвідин: Франції, Британії та Південно-Східної Азії. Про це повідомив голова тимчасової окупаційної влади Севастополя Михайло Развожаєв.
Станом на 18 квітня в Севастополі, тимчасовою окупаційною російською владою зареєстровано 12 випадків захворювання.
На 23 квітня в Севастополі зафіксовано 25 випадків хворих.
30 квітня в Севастополі було зафіксовано перший летальний випадок у пацієнта з вірусом, 3 травня зафіксували другий випадок, померла 73-літня жінка, на цей день окупаційна влада заявила про 89 випадків.

## Запобіжні заходи
З 19 березня окупаційною російською владою у місті було зачинено на карантин всі школи, а вищі навчальні заклади переведено на дистанційне навчання.